# USS LST-773
O USS LST-773 foi um navio de guerra norte-americano da classe LST que operou durante a Segunda Guerra Mundial.